# Mikalaŭ Harbatjoŭ
Mikalaŭ Stsiapanavitj Harbatjoŭ (belarusiska: Мікала́й Сцяпа́навіч Гарбачо́ў, ryska: Никола́й Степа́нович Горбачёв, Nikolaj Stepanovitj Gorbatjov), född den 15 maj 1948 i Rogatjov i Gomel oblast i Vitryska SSR i Sovjetunionen (nu Rahatjoŭ i Homels voblast i Belarus), död på den 9 april 2019  på samma plats, var en belarusisk kanotist som tävlade för Sovjetunionen.
Han tog OS-guld i K-2 1000 meter i samband med de olympiska kanottävlingarna 1972 i München.